# 三歲定八十·幼兒教育
《三歲定八十‧幼兒教育》是超藝理想文化學會製作的一套資訊節目，由麥景榕主持、胡啟榮旁述，並由陳復生監製，於2020年5月25日起於無綫財經·資訊台播出，共40集。
節目中，麥氏重返其母校—耀中國際學校，並透過訪問多位教育界人士，探討幼兒教育對一個人成長的影響。
本節目由耀中幼教學院贊助。

## 軼聞
- 本節目是繼《和風零食》之後，麥景榕再次於節目中擔任主持[5]。

## 外部連結
- myTV SUPER：三歲定八十·幼兒教育（页面存档备份，存于）